# Villeroy (Seine-et-Marne)
Pour les articles homonymes, voir Villeroy.
Villeroy est une commune française du département de Seine-et-Marne en région Île-de-France. Elle se situe dans la région naturelle de la Goële, à l'ouest de Meaux. C'est une commune rurale malgré sa proximité de l'agglomération parisienne.
Elle fut témoin de durs combats lors de la bataille de la Marne en 1914. L'écrivain français Charles Péguy y fut tué.

## Géographie

### Localisation
Villeroy est à 8 km à l'ouest de Meaux et à 8 km au nord-est de Claye-Souilly et à 12 km à l'est de Mitry-Mory. La  Marne coule à 4 km au sud.

### Communes limitrophes
| Vinantes | Le Plessis-aux-Bois | Iverny                                   |
|          | Villeroy            | Chauconin-Neufmontiers ouest saint mêmes |
| Charny   | Charmentray         | Trilbardou                               |

### Hydrographie

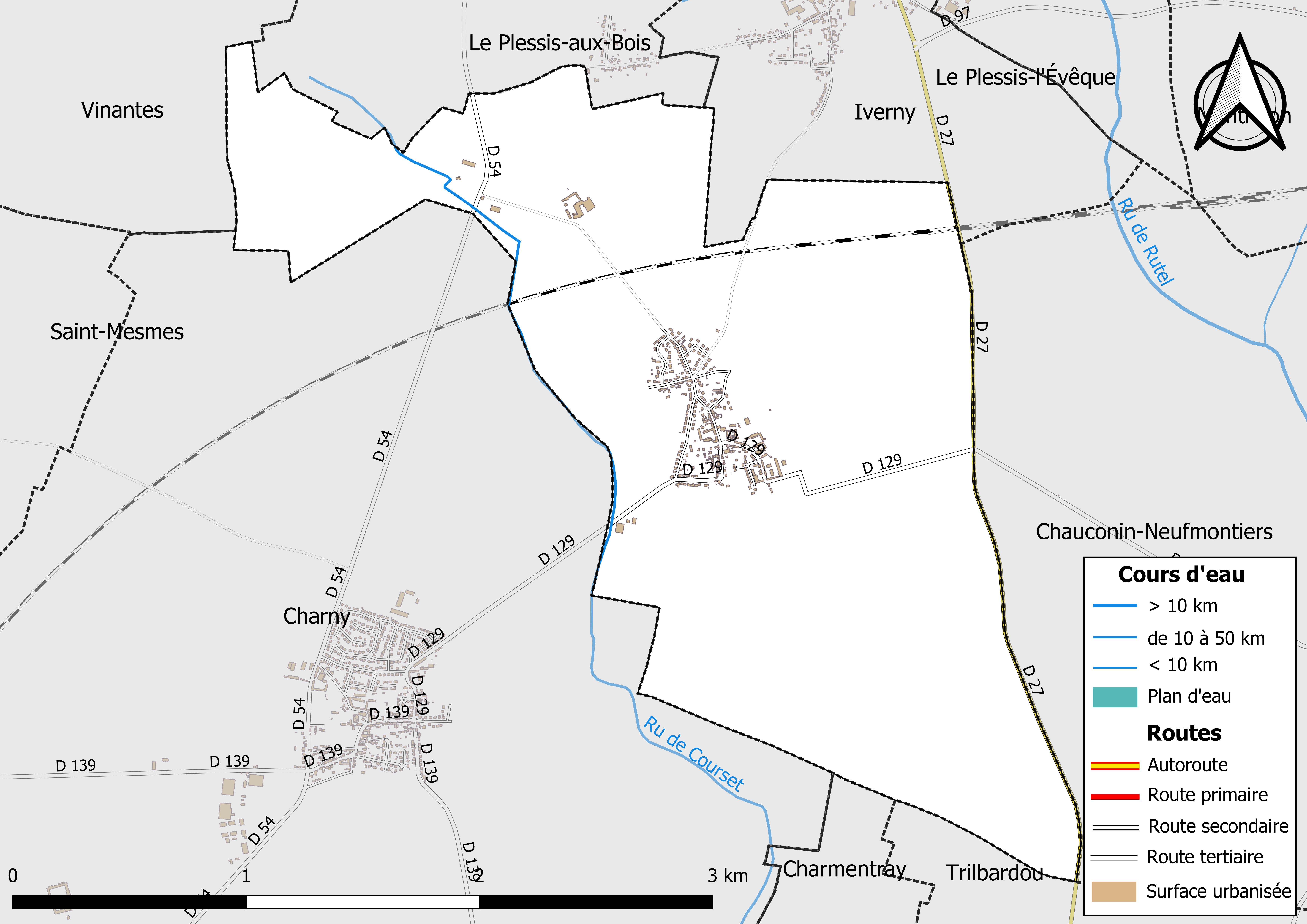
Carte des réseaux hydrographique et routier de Villeroy.

Le réseau hydrographique de la commune se compose essentiellement du ru de Courset, long de 6,78 km, qui affluent de la Marne.
Sa longueur totale sur la commune est de 2,50 km.

### Climat
Pour des articles plus généraux, voir Climat de l'Île-de-France et Climat de Seine-et-Marne.
En 2010, le climat de la commune est de type climat océanique dégradé des plaines du Centre et du Nord, selon une étude du CNRS s'appuyant sur une série de données couvrant la période 1971-2000. En 2020, Météo-France publie une typologie des climats de la France métropolitaine dans laquelle la commune est exposée à un climat océanique altéré et est dans la région climatique Nord-est du bassin Parisien, caractérisée par un ensoleillement médiocre, une pluviométrie moyenne régulièrement répartie au cours de l’année et un hiver froid (3 °C).
Pour la période 1971-2000, la température annuelle moyenne est de 11,2 °C, avec une amplitude thermique annuelle de 15,3 °C. Le cumul annuel moyen de précipitations est de 693 mm, avec 11,1 jours de précipitations en janvier et 7,9 jours en juillet. Pour la période 1991-2020, la température moyenne annuelle observée sur la station météorologique la plus proche, située sur la commune du Plessis-Belleville à 13 km à vol d'oiseau, est de 11,4 °C et le cumul annuel moyen de précipitations est de 661,7 mm,. Pour l'avenir, les paramètres climatiques de la commune estimés pour 2050 selon différents scénarios d'émission de gaz à effet de serre sont consultables sur un site dédié publié par Météo-France en novembre 2022.

### Milieux naturels et biodiversité
Aucun espace naturel présentant un intérêt patrimonial n'est recensé sur la commune dans l'inventaire national du patrimoine naturel,,.

## Urbanisme

### Typologie
Au 1er janvier 2024, Villeroy est catégorisée bourg rural, selon la nouvelle grille communale de densité à sept niveaux définie par l'Insee en 2022.
Elle est située hors unité urbaine. Par ailleurs la commune fait partie de l'aire d'attraction de Paris, dont elle est une commune de la couronne,. Cette aire regroupe 1 929 communes,.

### Lieux-dits et écarts
La commune compte 24 lieux-dits administratifs répertoriés consultables ici (source : le fichier Fantoir) dont la Trace.

### Occupation des sols
L'occupation des sols de la commune, telle qu'elle ressort de la base de données européenne d’occupation biophysique des sols Corine Land Cover (CLC), est marquée par l'importance des territoires agricoles (94,7 % en 2018), une proportion sensiblement équivalente à celle de 1990 (94,8 %). La répartition détaillée en 2018 est la suivante : 
terres arables (94,7 %), zones urbanisées (5,3 %).
Parallèlement, L'Institut Paris Région, agence d'urbanisme de la région Île-de-France, a mis en place un inventaire numérique de l'occupation du sol de l'Île-de-France, dénommé le MOS (Mode d'occupation du sol), actualisé régulièrement depuis sa première édition en 1982. Réalisé à partir de photos aériennes, le Mos distingue les espaces naturels, agricoles et forestiers mais aussi les espaces urbains (habitat, infrastructures, équipements, activités économiques, etc.) selon une classification pouvant aller jusqu'à 81 postes, différente de celle de Corine Land Cover,,. L'Institut met également à disposition des outils permettant de visualiser par photo aérienne l'évolution de l'occupation des sols de la commune entre 1949 et 2018.

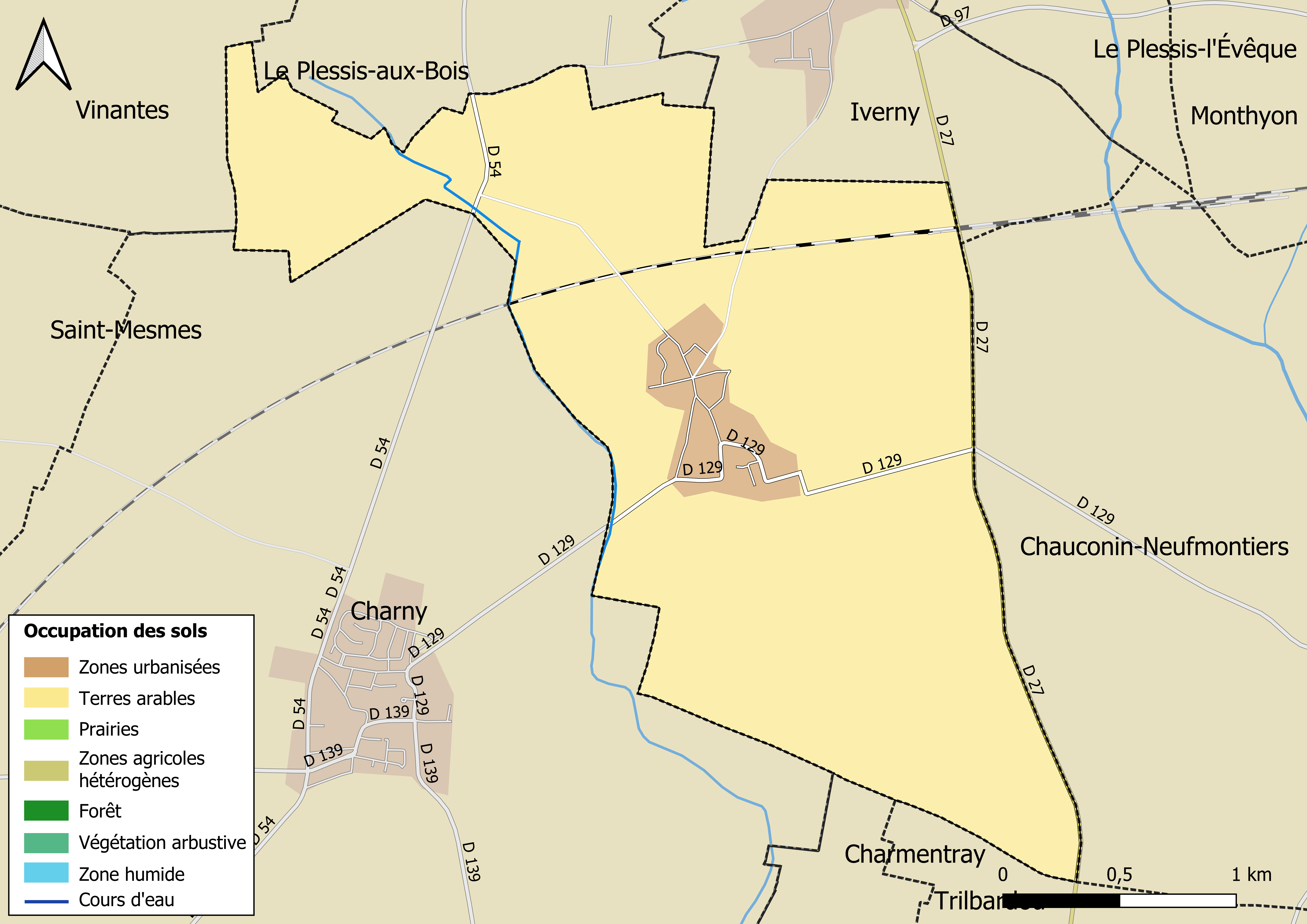
Carte des infrastructures et de l'occupation des sols en 2018 (CLC) de la commune.
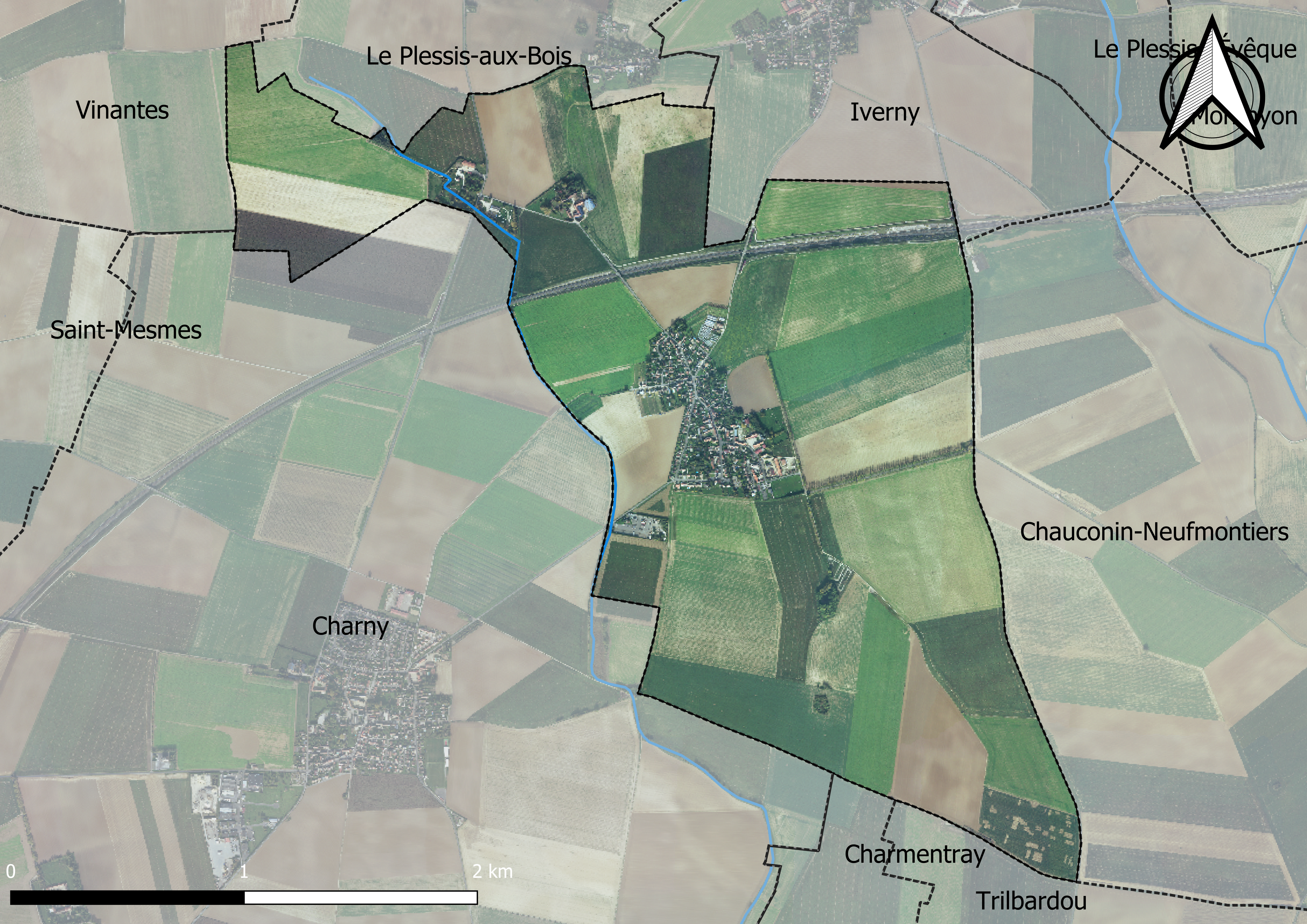
Carte orhophotogrammétrique de la commune.

### Planification
La loi SRU du 13 décembre 2000 a incité les communes à se regrouper au sein d’un établissement public, pour déterminer les partis d’aménagement de l’espace au sein d’un SCoT, un document d’orientation stratégique des politiques publiques à une grande échelle et à un horizon de 20 ans et s'imposant aux documents d'urbanisme locaux, les PLU (Plan local d'urbanisme). La commune est dans le territoire du SCOT Roissy Pays de France, approuvé le 19 décembre 2019 et porté par la communauté d’agglomération Roissy Pays de France.
La commune, en 2019, avait engagé l'élaboration d'un plan local d'urbanisme.

### Voies de communication et transports

#### Transports
Réseau de bus Meaux et Ourcq ligne 777.

### Logement
En 2016, le nombre total de logements dans la commune était de 259, dont 96,5 % de maisons et 3,5 % d'appartements.
Parmi ces logements, 94,5 % étaient des résidences principales, 0,4 % des résidences secondaires et 5,1 % des logements vacants.
La part des ménages fiscaux propriétaires de leur résidence principale s'élevait à 86,8 % contre 12,8 % de locataires et 0,4 % logés gratuitement,.

## Toponymie
Vile-au-Roy puis Villeroi
Du latin villa, le « domaine », et du latin regis, du « roi ». L’étymologie semble indiquer l’existence d’un domaine royal à Villeroy, qui aurait pu appartenir à Mérovée, au Ve siècle.
À la création des départements en 1790, le Pays de France est divisé entre les départements de Seine-et-Marne et de Seine-et-Oise (devenue aujourd'hui, entre autres, Val-d'Oise et Seine-Saint-Denis). Villeroy en France devient alors Villeroy.

## Histoire

### Ancien Régime

#### Vesiècle
Un domaine royal appartenant à Mérovée se situait sur la commune d'où probablement l'origine du nom du village.

#### XIIIesiècle
Mentionné au XIIIe, "Villaregis" puis Villeroi et enfin jusqu'à la Révolution Villeroy en France.

#### XIVesiècle
Le 8 mars 1366 lors des grandes Jacqueries, les paysans de Villeroy brulent les biens appartenant à leur seigneur Mathieu de Pommelain seigneur de Courtry, Messy, Coeuilly Villeroy et Villeparisis.

#### XVIesiècle
Le fief est détenu par la famille Ricouart d'Hérouville, qui possède également les terres de Claye, de Souilly, de Villeparisis et de Chauconin. Ils élèvent un château, qui sera démoli en 1868.

#### XVIIesiècle
Au XVIIe siècle, Jean Navarre, dont la famille est établie dans plusieurs villages du Nord de la Seine-et-Marne, est l'un des agriculteurs les plus importants du village, puisqu'il exploite jusqu'à 754 hectares, répartis sur cinq fermes.

#### La famille Ricouard   avant la Révolution
Les Ricouart ou Dericouart de la branche de Louis-Balthazar qui possédaient le château de Villeroy (77) était aussi seigneurs des lieux. Bien souvent confondus avec la branche  d'Antoine (né le 16/11/1713) eux seigneur de Claye-Souilly (77) et de Villeparisis (77). Leur ancêtre commun est Jacques Bap né en 1573.

### Les Templiers et les Hospitaliers
La Trasse, aujourd'hui la Trace, hameau de la commune était un fief des chevaliers du Temple de la commanderie de Choisy-le-Temple composé d'une maison avec chapelle, terres et bois attenants, dans lequel la commanderie avait toute justice.
Les Templiers commencèrent à posséder en ce lieu un bois qui s'appelait Malterre, « nemus de Malaterre ». Le seigneur d'Annet, Guillaume d'Annet, le leur avait donné, ainsi qu'en atteste une lettre de Roric, archidiacre de Meaux, en 1176. Ce bois contenait une centaine d'arpents de terre.
Il n'y eut d'abord à la Trace qu'une simple grange, destinée à renfermer la récolte des terres ou le produit des dîmes que les Templiers percevaient sur place. Un chevalier, du nom de Renaut d'Azy, par des lettres expédiées sous le sceau de G., évêque de Meaux, en 1210, renonça, moyennant 200 livres, monnaie de Provins, en faveur de la maison de la chevalerie du Temple de Choisy (commune de Charny), à une rente de deux muids d'avoine et de deux muids d'hivernage, qu'il avait droit de prendre chaque année sur la grange du Temple de La Trace, « in Granchia Templi de la Trace ».
Lors de la dévolution des biens de l'ordre du Temple, les biens passèrent aux Hospitaliers de l'ordre de Saint-Jean de Jérusalem. 

Plus tard, cette grange devint une ferme et une maison seigneuriale. En 1485 le prieur de France, commandeur de Choisy, donnait bail à un nommé Robert Monnier, de l'hôtel et ferme de la Trasse, avec 300 arpents de terre arable, prés et pâtures, ensemble de la justice, des exploits et amendes du lieu, moyennant une redevance annuelle de dix-huit muids de grains, deux tiers en blé et un tiers en avoine, trois pourceaux, six moulons et six chapons.

### Révolution française et Empire

#### XVIIIesiècle
1790 : « Villeroy en France » redevient « Villeroy ».

### Époque contemporaine

#### XIXesiècle
- La ferme de Puisieux vestige des bâtiments du domaine mérovingien fut démolie au début du XIXe siècle.
- 1857 premiers essais en France de labourage avec une machine à vapeur (charrue à vapeur Howart et Fowler) à l'initiative du vicomte de Baulny.

Charrue qui fut par la suite transportée dans la plaine de Vincennes (actuel Bois de Vincennes) pour être présentée à l’empereur Napoléon III  dans la ferme modèle qu'il avait créé .
- Du château de Villeroy détruit en 1868 il ne demeure aucun vestige.

#### XXesiècle
La commune est particulièrement touchée par la Première Guerre mondiale. Épicentre de la première bataille de la Marne lors des combats du 5 septembre 1914, le 5e bataillon du 276e régiment d'infanterie, alors qu'il atteint Villeroy, est surpris vers 12h30 par les Allemands. La brigade marocaine qui progresse vers Chauconin-Neufmontiers, et Penchard quitte Villeroy vers 11h30.
Le bataillon est mis en réserve, puis, en ayant reçu l'ordre, se porte en avant pour protéger la retraite des Marocains qui refluent. Au cours de l'affrontement, particulièrement violent, Charles Péguy, lieutenant dans ce bataillon, est abattu. Malgré les nombreux morts et blessés, le bataillon ne se replie pas. Les Allemands, croyant le village occupé par les Anglais, s'arrêtent puis se replient.
C'est au rez-de-chaussée de la mairie de Villeroy que l'état-major français établit son quartier général.
Villeroy marque également le lieu symbolique de l'extrême avance de l'armée allemande durant la Première Guerre mondiale en direction de Paris.
Le dernier quart du XXe siècle est marqué par une transformation durable de la Brie. En effet, du fait de l'accroissement de l'agglomération parisienne, les communes seine et marnaises limitrophes connaissent une rapide croissance démographique, symbolisée à Villeroy par la construction en périphérie du village d'un quartier résidentiel et la création de nouvelles voies.

## Politique et administration

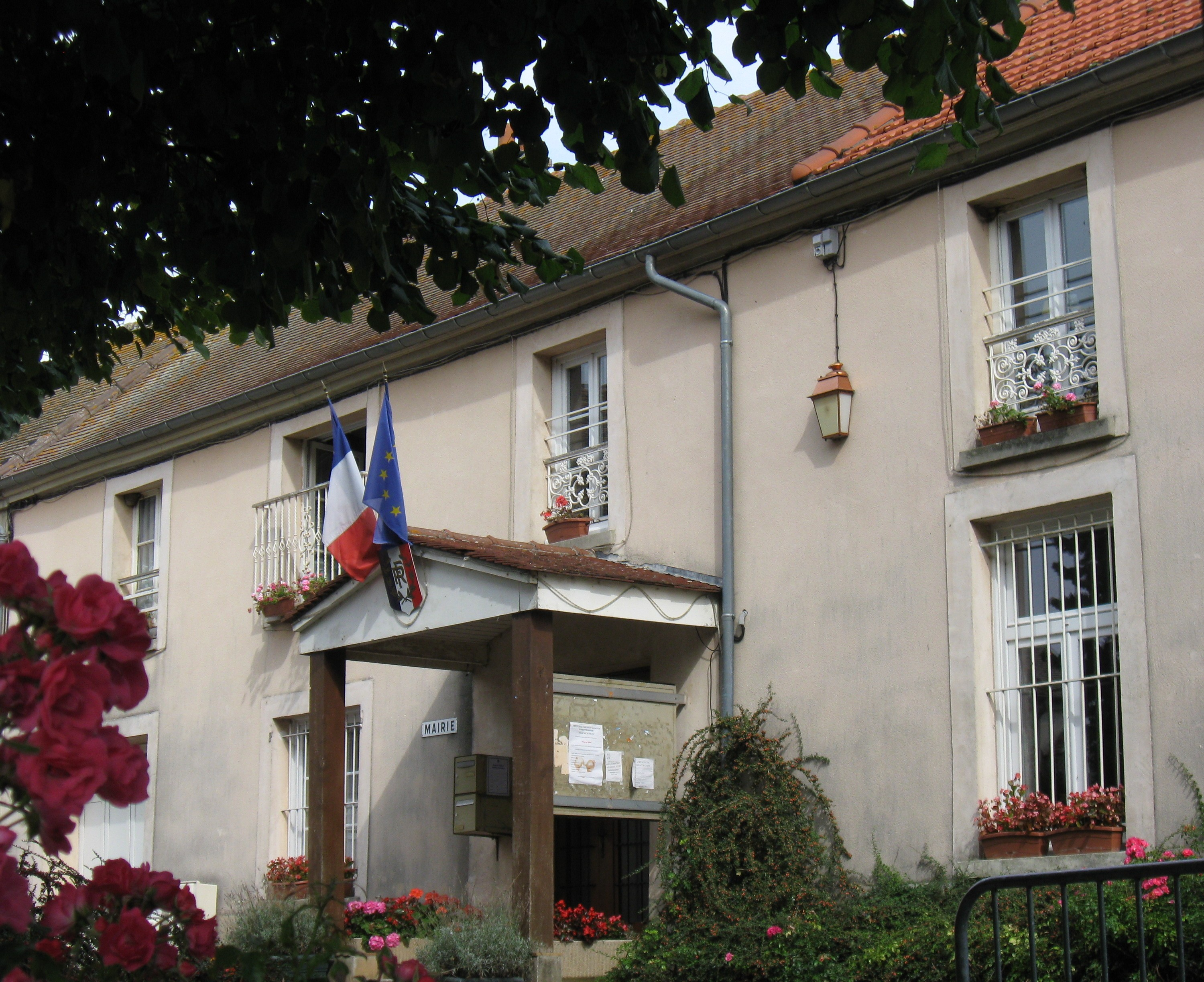
La mairie.

### Liste des maires
| Période                                  | Période  | Identité               | Étiquette   | Qualité     |
| ---------------------------------------- | -------- | ---------------------- | ----------- | ----------- |
| Les données manquantes sont à compléter. |          |                        |             |             |
| 1804                                     |          | Antoine Plique         |             |             |
| 1807                                     | 1812     | César-Louis de Baulny  |             |             |
| 1814                                     | 1821     | Louis Francois Bernier |             |             |
| 1822                                     | 1830     | Baron de Baulny        | monarchiste |             |
| 1836                                     | 1848     | Dubourg                |             |             |
| 1848                                     | 1871     | Pierre Simon Gilles    |             |             |
| 1871                                     | 1891     | Victor François Aubry  |             | cultivateur |
| 1891                                     | 1906     | Félix Nicolas Bardin   |             | cultivateur |
| 1906                                     | 1925     | Albert Aimé Aubry      |             | cultivateur |
| 1925                                     | 1929     | Marc Edmond Codron     |             | agriculteur |
| 1929                                     | 1959     | Lucien Courtier        |             | agriculteur |
| 1956                                     | 1965     | Charles Courtier       |             | agriculteur |
| 1965                                     | 2001     | Alain Courtier         |             | agriculteur |
| 2001                                     | 2020     | Daniel Froger          |             | retraité    |
| mars 2020                                | En cours | Guy Lathelize          |             |             |

## Équipements et services

### Eau et assainissement
L’organisation de la distribution de l’eau potable, de la collecte et du traitement des eaux usées et pluviales relève des communes. La loi NOTRe de 2015 a accru le rôle des EPCI à fiscalité propre en leur transférant cette compétence. Ce transfert devait en principe être effectif au 1er janvier 2020, mais la loi Ferrand-Fesneau du 3 août 2018 a introduit la possibilité d’un report de ce transfert au 1er janvier 2026,.

#### Assainissement des eaux usées
En 2020, la gestion du service d'assainissement collectif de la commune de Villeroy est assurée par la communauté de communes Plaines et monts de France (CCPMF) pour la collecte, le transport et la dépollution,,.
L’assainissement non collectif (ANC) désigne les installations individuelles de traitement des eaux domestiques qui ne sont pas desservies par un réseau public de collecte des eaux usées et qui doivent en conséquence traiter elles-mêmes leurs eaux usées avant de les rejeter dans le milieu naturel. La communauté de communes Plaines et monts de France (CCPMF) assure pour le compte de la commune le service public d'assainissement non collectif (SPANC), qui a pour mission de vérifier la bonne exécution des travaux de réalisation et de réhabilitation, ainsi que le bon fonctionnement et l’entretien des installations,.

#### Eau potable
En 2020, l'alimentation en eau potable est assurée par le SMAEP de Thérouanne, Marne et Morin (TMM) qui en a délégué la gestion à la SAUR, dont le contrat expire le 31 mars 2023,,.
Les nappes de Beauce et du Champigny sont classées en zone de répartition des eaux (ZRE), signifiant un déséquilibre entre les besoins en eau et la ressource disponible. Le changement climatique est susceptible d’aggraver ce déséquilibre. Ainsi afin de renforcer la garantie d’une distribution d’une eau de qualité en permanence sur le territoire du département, le troisième Plan départemental de l’eau signé, le 3 octobre 2017, contient un plan d’actions afin d’assurer avec priorisation la sécurisation de l’alimentation en eau potable des Seine-et-Marnais. A cette fin a été préparé et publié en décembre 2020 un schéma départemental d’alimentation en eau potable de secours dans lequel huit secteurs prioritaires sont définis. La commune fait partie du secteur Meaux.

## Population et société

### Démographie
L'évolution du nombre d'habitants est connue à travers les recensements de la population effectués dans la commune depuis 1793. Pour les communes de moins de 10 000 habitants, une enquête de recensement portant sur toute la population est réalisée tous les cinq ans, les populations de référence des années intermédiaires étant quant à elles estimées par interpolation ou extrapolation. Pour la commune, le premier recensement exhaustif entrant dans le cadre du nouveau dispositif a été réalisé en 2004.

En 2022, la commune comptait 692 habitants, en évolution de −5,08 % par rapport à 2016 (Seine-et-Marne : +3,92 %, France hors Mayotte : +2,11 %).
| 1793 | 1800 | 1806 | 1821 | 1831 | 1836 | 1841 | 1846 | 1851 |
| ---- | ---- | ---- | ---- | ---- | ---- | ---- | ---- | ---- |
| 383  | 397  | 391  | 370  | 344  | 324  | 298  | 270  | 315  |

| 1856 | 1861 | 1866 | 1872 | 1876 | 1881 | 1886 | 1891 | 1896 |
| ---- | ---- | ---- | ---- | ---- | ---- | ---- | ---- | ---- |
| 262  | 270  | 282  | 252  | 264  | 273  | 263  | 247  | 267  |

| 1901 | 1906 | 1911 | 1921 | 1926 | 1931 | 1936 | 1946 | 1954 |
| ---- | ---- | ---- | ---- | ---- | ---- | ---- | ---- | ---- |
| 234  | 265  | 230  | 208  | 249  | 263  | 245  | 287  | 290  |

| 1962 | 1968 | 1975 | 1982 | 1990 | 1999 | 2004 | 2006 | 2009 |
| ---- | ---- | ---- | ---- | ---- | ---- | ---- | ---- | ---- |
| 232  | 232  | 343  | 407  | 509  | 587  | 614  | 657  | 685  |

| 2014 | 2019 | 2022 | - | - | - | - | - | - |
| ---- | ---- | ---- | - | - | - | - | - | - |
| 717  | 705  | 692  | - | - | - | - | - | - |

### Enseignement
La commune administre en regroupement pédagogique intercommunal (RPI) trois classe sur la commune. Le Plessis aux Bois (1 classe) et Le Plessis l'Evêque (une classe) gèrent les deux autres classes élémentaires.
Un bus de ramassage scolaire assure le ramassage et les liaisons entre villages.
La commune est sectorisée sur le collège de Crégy-les-Meaux et les lycée de Meaux.
Le collège de Juilly établissement privé sous contrat situé à 6 km dans la commune de Juilly, comprend une école maternelle, une école primaire, un collège et un lycée.
Un regroupement (E.C.M.) d'écoles, collèges et lycées privées(voies générales et techniques) accueillent les enfants sur Meaux

### Instances judiciaires et administratives
Villeroy relève du tribunal d'instance de Meaux, du tribunal de grande instance de Meaux, de la cour d'assises de Melun, de la cour d'appel de Paris, du tribunal pour enfants de Meaux, du conseil de prud'hommes de Meaux, du tribunal de commerce de Meaux, du tribunal administratif de Melun et de la cour administrative d'appel de Paris

### Sports
- Dans la rue Charles-Péguy, un ensemble sportif est composé d'un terrain de football, d'un terrain multi activité (citypark, basket,tennis, handball...) et d'un court de tennis. Un terrain de pétanque est situé proche de l'école.
- Des zones récréatives ont également été aménagées au bout de l'allée du cimetière et dans la rue de la Guette.

## Économie

### Revenus de la population et fiscalité
En 2018, le nombre de ménages fiscaux de la commune était de 241, représentant 711 personnes et la  médiane du revenu disponible par unité de consommation  de 25 970 euros.

### Emploi
En 2017 , le nombre total d’emplois dans la zone était de 125, occupant 365 actifs  résidants.
Le taux d'activité de la population (actifs ayant un emploi) âgée de 15 à 64 ans s'élevait à 74,5 % contre un taux de chômage de 4,8 %.
Les 20,7 % d’inactifs se répartissent de la façon suivante : 11,1 % d’étudiants et stagiaires non rémunérés, 5 % de retraités ou préretraités et 4,6 % pour les autres inactifs.

### Entreprises et commerces
En 2018, le nombre d'établissements actifs était de 38 dont 3 dans l’industrie manufacturière, industries extractives et autres, 19 dans la construction, 6 dans le commerce de gros et de détail, transports, hébergement et restauration, 2 dans les activités immobilières, 5 dans les activités spécialisées, scientifiques et techniques et activités de services administratifs et de soutien, 1 dans l’administration publique, enseignement, santé humaine et action sociale et 2  étaient relatifs aux autres activités de services.
En 2019, 5 entreprises individuelles ont été créées sur le territoire de la commune.
Au 1er janvier 2020, la commune ne disposait pas d’hôtel et de terrain de camping.
- Villeroy ne dispose plus de commerce. Toutefois, la proximité de Charny permet d'avoir tous les services et commerces nécessaires.
- Les zones d’attractions commerciales comme le centre commercial régional de Claye-Souilly ou bien les zones commerciales de Meaux et sa périphérie sont situés à moins de 10 minutes en voiture ainsi qu'Aéroville à 20 km.

### Agriculture
Villeroy est dans la petite région agricole dénommée la « Goële et Multien », regroupant deux petites régions naturelles, respectivement la Goële et le pays de Meaux (Multien). En 2010, l'orientation technico-économique de l'agriculture sur la commune est diverses cultures (hors céréales et oléoprotéagineux, fleurs et fruits).
Si la productivité agricole de la Seine-et-Marne se situe dans le peloton de tête des départements français, le département enregistre un double phénomène de disparition des terres cultivables (près de 2 000 ha par an dans les années 1980, moins dans les années 2000) et de réduction d'environ 30 % du nombre d'agriculteurs dans les années 2010. Cette tendance n'est pas confirmée au niveau de la commune qui voit le nombre d'exploitations rester constant entre 1988 et 2010. Parallèlement, la taille de ces exploitations augmente, passant de 158 ha en 1988 à 168 ha en 2010.
Le tableau ci-dessous présente les principales caractéristiques des exploitations agricoles de Villeroy, observées sur une période de 22 ans : 
|                                      | 1988 | 2000 | 2010 |
| ------------------------------------ | ---- | ---- | ---- |
| Dimension économique,                |      |      |      |
| Nombre d’exploitations (u)           | 5    | 5    | 5    |
| Travail (UTA)                        | 16   | 14   | 12   |
| Surface agricole utilisée (ha)       | 790  | 854  | 842  |
| Cultures                             |      |      |      |
| Terres labourables (ha)              | 774  | 851  | 841  |
| Céréales (ha)                        | 448  | 509  | 424  |
| dont blé tendre (ha)                 | 303  | 429  | s    |
| dont maïs-grain et maïs-semence (ha) | s    | s    | s    |
| Tournesol (ha)                       | s    |      |      |
| Colza et navette (ha)                | s    | s    | s    |
| Élevage                              |      |      |      |
| Cheptel (UGBTA)                      | 0    | 0    | 0    |

## Culture locale et patrimoine

### Lieux et monuments

#### Édifices religieux

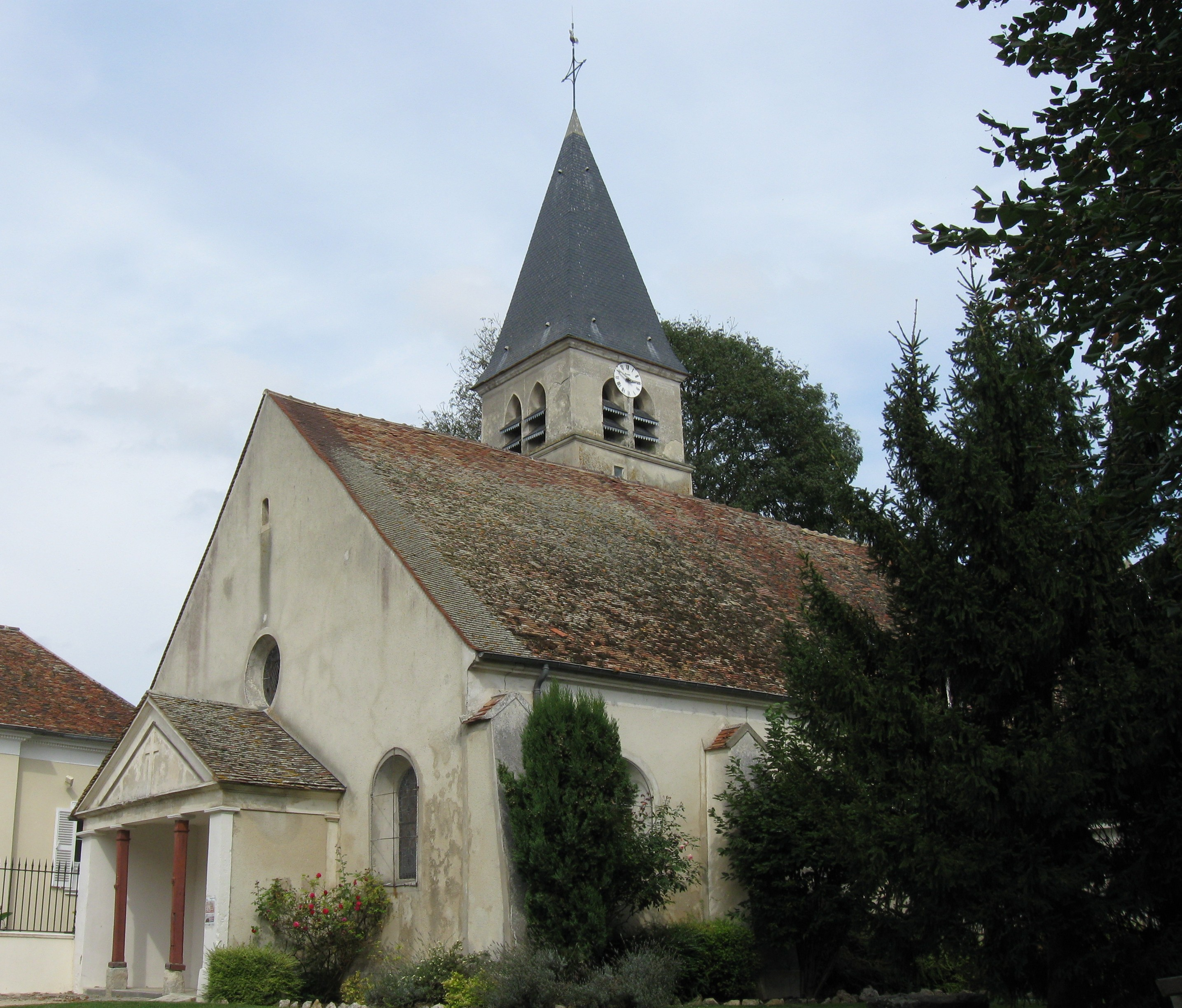
L'église Saint-Pierre-et-Saint-Denis.

- Église (Saint-Pierre-et-Saint-Denis).

Plusieurs restaurations sont inscrites dans la pierre : 1657-1817-1993.
Église à la collation du prieur de Sainte-Céline de Meaux, édifice rural à trois nefs voûtées d'ogives ; retable de maître-autel XVIIe, le Christ et la Samaritaine tableau XVIIIe.

#### Autre monument
- Ferme en face de la mairie, construite au XVIIe siècle, par les moines de l'abbaye Saint-Pierre de Chézy. C'est de cette ferme que serait venu au Congrès de Vienne le fameux brie de Meaux.

### Lieux de mémoire de la Grande Guerre

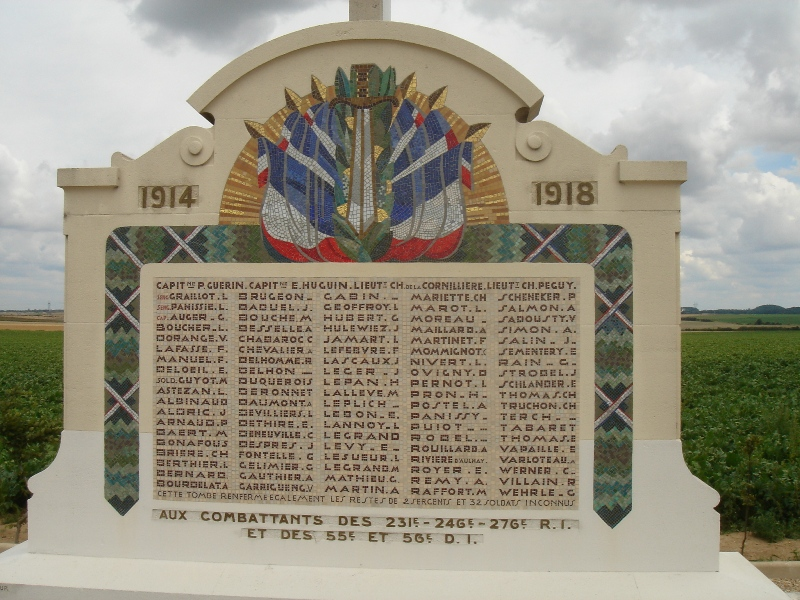
La « Grande Tombe de Villeroy ».

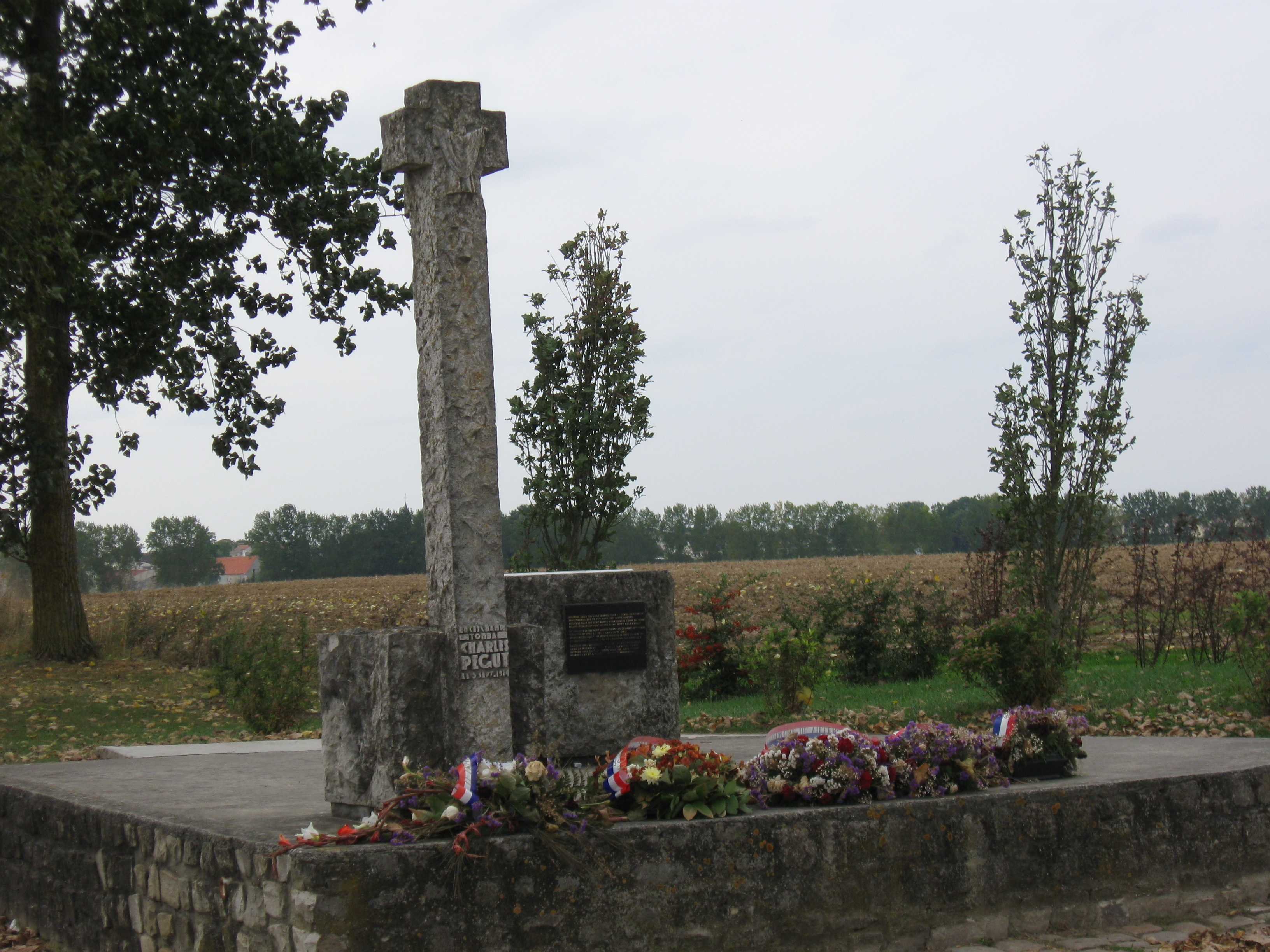
Monument à la mémoire de Charles Péguy.

- Nécropole nationale de Chauconin-Neufmontiers dite « Grande Tombe de Villeroy » érigée en 1932 (située sur le territoire de la commune voisine de Chauconin-Neufmontiers, RD 129).

Y sont enterrés les 133 soldats tués lors des combats de 4 et 5 septembre 1914 au cours de la première bataille de la Marne. Charles Péguy figure parmi les victimes, les corps des officiers et des soldats tombés en bordure du chemin menant de Villeroy à Chauconin y furent ensevelis, le 7 et le 8 septembre 1914. Le monument, érigé par le Souvenir français, porte le nom de 99 soldats et indique que 34 corps ne sont pas identifiés. Selon un témoin, le lieutenant Charles Péguy repose à l'une des extrémités de la fosse, la tête vers la route.
- Croix commémorant la mort de Péguy.

Située, initialement, à proximité de la « Grande Tombe ». Elle fut déplacée en 1992, afin de se trouver sur le territoire de Villeroy, à l'endroit d'où partit l'attaque du 5e bataillon du 276e régiment d'infanterie, lors de la bataille de la Marne. Chaque année, en septembre, se déroulent des cérémonies en souvenir des morts de 1914 et tout particulièrement en celui de Charles Péguy dont un poème est gravé dans la pierre : « Heureux ceux qui sont morts dans les grandes batailles/ Couchés dessus le sol à la face de Dieu/ Heureux ceux qui sont morts pour leur âtre et leur feu/ Et les pauvres honneurs des maisons paternelles ».
En 1992, le monument à Charles Péguy fut déplacé sur le territoire de Villeroy, à l'endroit d'où partit l'attaque du 5e bataillon du 276e régiment d'infanterie.
- « Puits Péguy », où l'écrivain et ses compagnons ont rempli leurs bidons pour la dernière fois.

Ce puits point central du domaine de Mérovée puis de la ferme de Puisieux est le seul vestige de cette ferme démolie au XIXe siècle.
- Musée 1914-1918 de Villeroy[47]
- La Croix de guerre 1914-1918 fut décerné à la commune de Villeroy. En souvenir, le monument aux morts érigé en 1920 est surmonté de la décoration.
- Parcours historique Charles-Péguy

Un circuit de trois kilomètres en six panneaux qui retracent le premier jour de la bataille de la Marne et le dernier combat du poète et écrivain Charles-Péguy à Villeroy.

### Commémorations
- Chaque année, en septembre, se déroulent des cérémonies à la mémoire des morts de 1914, et tout particulièrement à celle de Charles Péguy dont le poème « Eve » est gravé dans la pierre.
- Le lundi 5 septembre 1994, le ministre de la Défense, François Léotard a présidé une cérémonie devant la croix élevée en l’honneur de Charles Péguy, à l’entrée de Villeroy, en présence du ministre de l’Éducation nationale, François Bayrou, du directeur de l’École normale supérieure, Étienne Guyon, du docteur Michel Péguy qui représentait la famille et de Françoise Gerbod, de l’Amitié Charles Péguy.
- 2008 (94e anniversaire).

Reconstitution grandeur nature à Villeroy de la journée du 5 septembre 1914, début de la bataille de la Marne.
De vrais taxis de la Marne, plus de 100 figurants, un village aux couleurs de 1914. Le portrait de Raymond Poincaré, président de la République durant la Première Guerre mondiale est affiché sur les murs de la mairie quartier général des troupes françaises.
Reconstitution du combat dans lequel Charles Péguy perdra la vie.
- Le vendredi 11 novembre 2011, lors du 93e anniversaire de la fin de la Première guerre mondiale, le président Nicolas Sarkozy a déposé une gerbe au pied du monument rendant hommage à Charles Péguy.
- Le vendredi 3 septembre 2021,

Inauguration de la stèle commémorative Hi Lo Jack, nom du bombardier américain abattu le 3 septembre 1943 à Villeroy
En hommage à l’écrivain, l’école communale de Villeroy (Seine-et-Marne) a été renommée du nom de Charles Péguy.

### Personnalités liées à la commune
- Alexis Ricouard est né le 28 janvier 1763 au château de Villeroy.
- Charles Péguy y est décédé le 5 septembre 1914 durant la bataille de la Marne.

### Gastronomie
Lors du  Congrès de Vienne, en 1814, qui fut l'occasion de banquets et de festins, Talleyrand qui représentait la France et son cuisinier Carême firent gouter le brie.
Le jury désigné parmi le gratin de la diplomatie européenne désigna à l'unanimité parmi les cinquante fromages venus de toute l'Europe la suprématie du brie.

### Héraldique
| Blason de Villeroy | Blason  | D'azur à la champagne cousue de sinople, au puits couvert senestré de la croix à la Mémoire de Charles Péguy, le tout d'argent brochant sur la champagne, à l'épi de blé d'or posé en barre et brochant à dextre sur la couverture du puits. |
| Blason de Villeroy | Détails | Le statut officiel du blason reste à déterminer. |